# Neerlangel
Neerlangel (anciennement Langel) est un petit village néerlandais de la commune d'Oss dans le nord-est de la province du Brabant-Septentrional. Neerlangel compte 76 habitants en 2005.

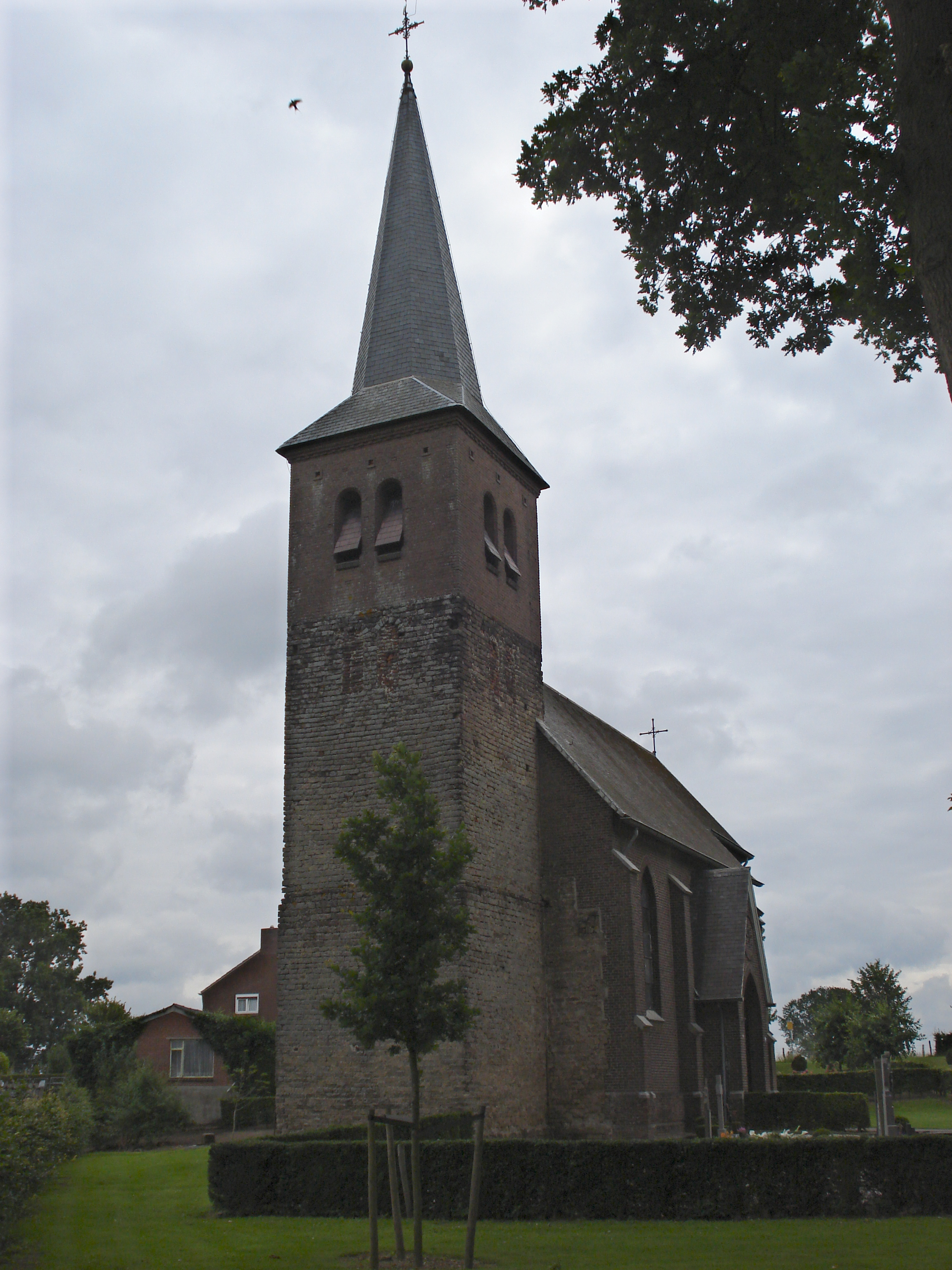
Neerlangel, l'église, la partie en tuf est du XIe siècle.

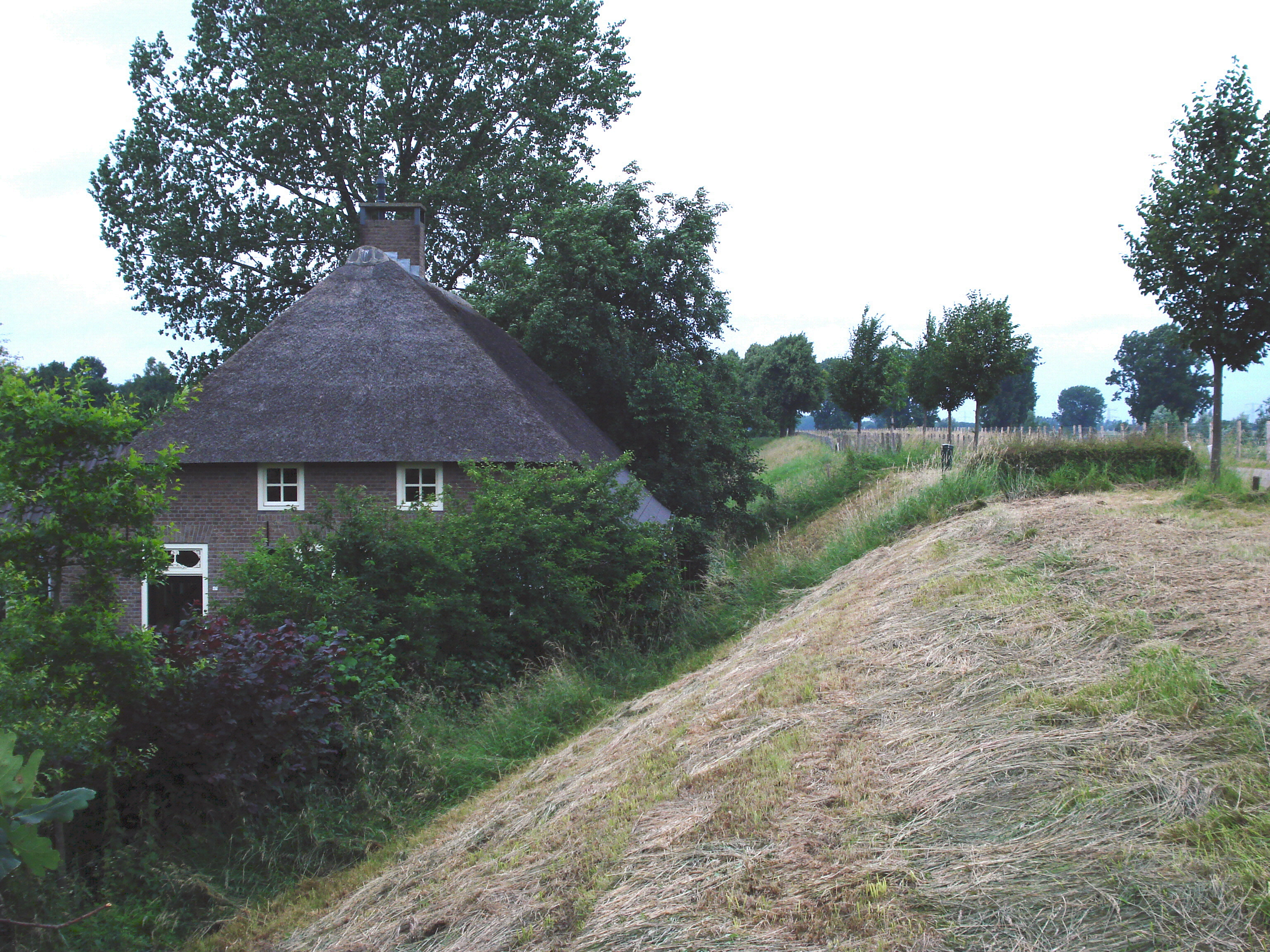
Neerlangel, ferme en contrebas de la digue de la Meuse.

## Histoire
Langel était le chef-lieu de l'ancienne Seigneurie de Langel, mentionné déjà dans un acte de 1191. Le nom vient de sa forme allongée le long de la rive gauche de la Meuse.
Langel était situé dans le Pays de Herpen. En 1360 le Seigneur de Herpen construit sur territoire de Langel un nouveau château, appelé Ravenstein, et il donne ensuite le bourg au pied du château droit de ville. Ainsi Le Pays de Herpen devient Pays de Ravenstein et Langel cède le pas à Ravenstein.
La part de son territoire au sud de Ravenstein devenait Overlangel (Haut-Langel) et l'ancien chef-lieu Langel au nord deviendra plus tard Nederlangel, puis Neerlangel (Bas-Langel). Mais avant, en 1700, Langel s'associe avec Demen, formant l'ancienne commune Demen en Langel qui a existé jusqu'en 1810, date de la fondation de l'ancienne commune de Dieden, Demen en Langel, qui à son tour a été annexée en 1923 par l'ancienne commune de Ravenstein. Fait exceptionnel, Ravenstein a choisi de s'attacher librement en 2003 à la commune d'Oss. En 2007, on étudie le projet de construction d'un quartier nouveau à Neerlangel.

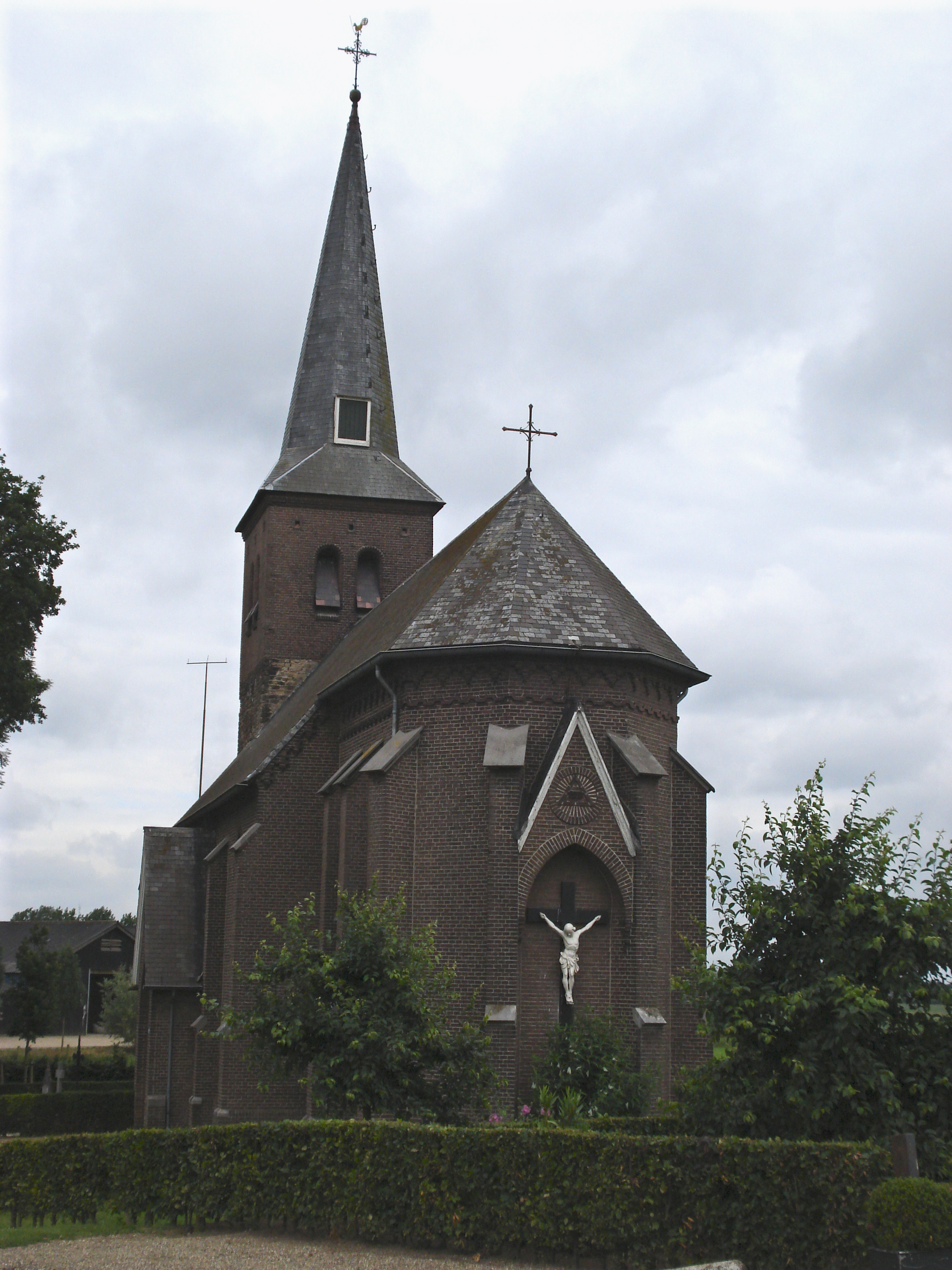
Neerlangel, l'église St.Jean-Baptiste.

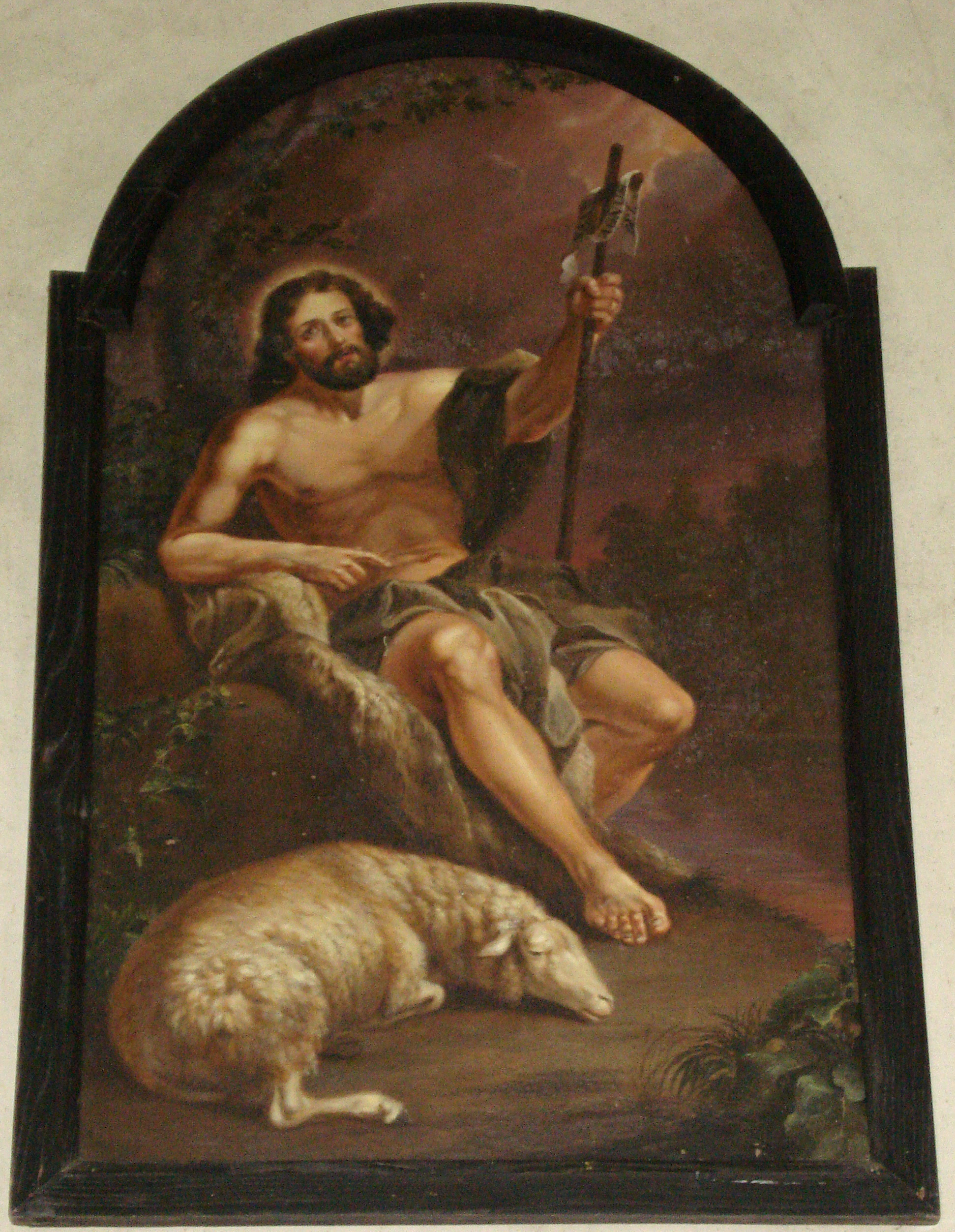
Neerlangel, St. Jean Baptiste, anonyme.

## L'église
Langel était une des premières localités du Brabant-Septentrional à avoir une église en pierre. L'église Saint Jean Baptiste du XIe siècle, le plus ancien bâtiment Roman de la province, était un bâtiment rectangulaire en tuf avec une petite abside rectangulaire. Plus tard, on y a ajouté une tour Romane en briques qui existe toujours, de la nef du XIe il ne reste que quelques éléments. C'est le plus ancien bâtiment en tuf volcanique du Brabant-Septentrional.
On y vénérait aussi Sainte Lucie. Langel desservait jusqu'au XVIe siècle la chapelle Sainte Lucie du château de Ravenstein.
Langel a été quelque temps ermitage d'un moine franciscain.

## Confrérie de St.Jean-Baptiste
L'église ne sert plus que pour un service religieux par an, pour la fête de la confrérie de St. Jean Baptiste, le 24 juin ou le dimanche après. Cette confrérie est vieille de plusieurs siècles. C'est elle qui s'occupe depuis 1958 de l'entretien de l'église, qui par ce fait est fréquemment ouverte aux visiteurs.
- Site officiel de la commune d'Oss
- site cercle du patrimoine Ravenstein